# Cyclopodia similis
Cyclopodia similis är en tvåvingeart som beskrevs av Speiser 1900. Cyclopodia similis ingår i släktet Cyclopodia och familjen lusflugor. Inga underarter finns listade i Catalogue of Life.